# ابراهیم رهبر
ابراهیم رهبر (زاده ۱۶ دی ۱۳۱۷ در صومعه‌سرا – درگذشته ۲۸ اردیبهشت ۱۴۰۴) از نویسنده‌های ایرانی دههٔ ۱۳۴۰ بود. او به کشورهای مختلفی از جمله آلمان مسافرت کرده‌بود. همچنین او از اعضای اولیه کانون نویسندگان ایران بوده است.
اکثر روزها وقت خود را در کتابخانه دانشکده ادبیات دانشگاه علامه طباطبایی به مطالعه مشغول بود. او سالهای آخر عمر خود را در انزوا و در آپارتمانی در تهران می‌گذراند. رهبر هیچگاه به شهرت علاقه نداشت و کمتر به مصاحبه با مطبوعات تن میداد.
هر چند او مانند هیچ نویسندهٔ دیگری نمی‌نوشت اما می‌توان ردپای بهرام صادقی را در آثار وی دید.
در سالهای آخر عمر رهبر پژوهشهای زیادی را در زمینه ادبیات انجام داد و همچنین داستانهای زیادی نوشت که به دلیل کهولت سن، بیماری و مشکلات شخصی قادر به انتشار آن نشد.
او در مورد تنهایی و انزوای خود می‌گوید: خودم اینطور خواستم و اصلاً پشیمان نیستم.
او طبق وصیتی کالبد خود را به دانشکدهٔ علوم پزشکی دانشگاه تهران اهدا کرده و در این باره می‌گوید: جسد بی جان چه اهمیتی دارد؟ نمی‌خواهم گوری داشته باشم.

## زندگی
ابراهیم رهبر در سال ۱۳۱۷ در صومعه‌سرا به دنیا آمد. وی دانش‌آموختهٔ رشتهٔ زمین‌شناسی (۱۳۴۴) و بازنشستهٔ وزارت کشاورزی (۱۳۵۹) است.  او در دوره جوانی پدر خود را از دست داده و از آن جا که فرزند بزرگ خانواده بود، سرپرستی دو برادر و خواهر خود را به عهده می‌گیرد.

## سبک و درون‌مایه‌ها
نخستین داستان‌هایش از سال ۱۳۴۳ در جنگ طرفه و مجله بازار ویژه هنر و ادبیات به چاپ رسید او از نویسندگانی است که خوب شروع کرد اما شهرتش دوامی نیافت. نخستین داستان‌هایش بهترین کارهایش را تشکیل می‌دهند، با گذشت زمان، تازگی دید و قدرت توصیف اولیه‌اش را از دست داد و به تکرار مضمون‌های شایع در بین نویسندگان شمالی پرداخت.
در اردیبهشت ماه ۱۳۴۴ مجله اندیشه و هنر داستان «چهارجهت اصلی» رهبر را منتشر کرد. این داستان موجز که در فضایی عصبی و سوررئالیستی می‌گذرد، رهبر را به عنوان نویسنده‌ای مستعد شناساند‌.
زندگی دلتنگ‌کننده در شهر کوچک صومعه‌سرا زمینه‌ساز داستان‌های نخستین رهبر است. داستان‌های مجموعه داستان «دود» منتشر شده در سال ۱۳۴۹ با فضای ابری، جنگل‌های مه‌گرفته، غروب‌های اندوهناک، جاده‌های بارانی و توتون‌کاران مغموم، تصویری گرفته و گیرا از شمال ارائه می‌کنند.
اما در مجموعهٔ «من در تهرانم» (۱۳۵۲)، از دید یک شهرستانی سرگردان جو دلمردهٔ پایتخت، آشفتگی زندگی در تهران را به عنوان نمونه‌ای از بی‌نظمی اجتماعی و روحی بازتاب می‌دهد و چشم‌انداز تاریکی از شهر بزرگ ترسیم می‌کند… در بهترین داستان کتاب «درگیری» توصیف درون و بیرون به صورتی هنرمندانه با هم تلفیق می‌شوند. کارمند بانکی که دورهٔ کار با ماشین‌حساب‌های جدید را می‌بیند به علت درگیری با معلم انگلیسی، کارش را از دست می‌دهد. این داستان نشان‌دهندهٔ روحیهٔ استیلاجویی بیگانگان در برخورد با ایرانیان است.
در سال‌های اخیر نیز بیش از ۲۵ داستان کوتاه از او در مجله‌ها چاپ شده‌است. متفاوت می‌نویسد. تجربه‌گراست. نمایش‌نامه‌نویسی از دیگر دغدغه‌های اوست که بیشتر از بسیاری از نویسندگان گیلانی، برش‌های متعددی از زندگی زنان و مردان گیلک را به تصویر کشیده و کوشیده‌است گوشه‌هایی از مناسبات اجتماعی و دغدغه‌های آنان را ثبت کند.

## آثار

### داستان کوتاه
- دود، تهران: سازمان تدارک و نشر، ۱۳۴۹
- من در تهرانم، تهران: شبگیر، ۱۳۵۲ (تهران: انتشارات امیرکبیر، چاپ دوم: ۱۳۵۶)
- سوگواران، تهران: گلستان، ۱۳۵۳(تهران: گلشایی، ۱۳۵۴/تهران: گام، ۱۳۵۷)
- چاپ آخر زندگی، تهران: نشانه، ۱۳۷۴
- در شهری کوچک، تهران: خودرنگ، ۱۳۸۰
- شاهد رسمی، تهران: خودرنگ، ۱۳۸۰ (تهران: نگاه، ۱۳۸۲)
- نام کسما، تهران: ابراهیم رهبر، ۱۳۸۳
- دود و آه، تهران: مس، ۱۳۸۳[۵]

### نمایش‌نامه
- مهربانان و سه نمایشنامهٔ دیگر، تهران: [بی‌نا]، ۱۳۴۸ (تهران: خودرنگ، ۱۳۸۳)
- نونو… و چهار نمایشنامهٔ دیگر، تهران، خودرنگ، ۱۳۸۱ (تهران: کتابدار، ۱۳۸۴)[۵]

## پی‌نوشت
1. ↑  ابراهيم رهبر “نونو” را در خانه‌ي‌هنرمندان نمايشنامه‌خواني مي‌كند
2. ↑  ابراهیم رهبر، نویسنده درگذشت
3. 1 2
4. ↑  صد سال داستان‌نویسی ایران، [ویراست دوم]، حسن عابدینی، تهران: نشر چشمه، ۱۳۸۰
5. 1 2  پایگاه اطلاع‌رسانی کتابخانهٔ ملی جمهوری اسلامی ایران